# Zdroje (Szczecin)
Zdroje (Duits: Finkenwalde) is een gemeentelijke wijk van de stad Szczecin in Polen, gelegen aan de rechteroever van de Oostelijke Oder, ten zuidoosten van de oude binnenstad van Szczecin, en ten zuidwesten van Dąbie.
Binnen nazi-Duitsland was de buitenwijk de locatie van Dietrich Bonhoeffers (na 1937) illegale Theologische Seminarie van de Bekennende Kirche (Duits voor Belijdende kerk) tussen 1935-1937.
Tijdens de Tweede Wereldoorlog maakten de Duitsers van de gevangenis in Goleniów een kamp voor dwangarbeid.